# Гуттаперчевый мальчик (повесть)
«Гуттапе́рчевый ма́льчик» — повесть (рассказ) русского писателя Д. В. Григоровича о мальчике-акробате. Опубликована в 1883 году в журнале «Нива» (№1—3).
Повесть называют «наиболее удачным из поздних произведений писателя», написанной в «манере, напоминавшей реалистические произведения Григоровича 40-х и середины 50-х годов».

## Сюжет
Основное действие разворачивается на протяжении одного дня. В цирке, выступающем в Петербурге во время Масленицы, прошло утреннее представление и ожидается вечернее. При этом началась сильная метель, и директор цирка беспокоится, что это может уменьшить число посетителей. Показаны артисты цирка: любимец публики клоун Эдвардс, девушка Амалия, выступающая на лошади, акробат Беккер, выступающий с худеньким мальчиком-гимнастом Петей лет восьми, в афишах именуемым «гуттаперчевым мальчиком» из-за своей гибкости. Тем не менее Петя был «не столько гуттаперчевым, сколько несчастным мальчиком». Его мать, чухонка Анна, работавшая кухаркой и прачкой, родила его во время недолгого брака с русским солдатом, который затем погиб в армии. Когда мальчику шёл пятый год, умерла и сама Анна. Ребёнок остался с подругой Анны Варварой, которая скоро отдала его в обучение к акробату Беккеру, немцу. Беккер обращался с Петей очень жестоко, обучая его гимнастическим трюкам. Клоун Эдвардс же испытывал симпатию к Пете и старался поддерживать его.
Параллельно описывается одна из богатых семей в Петербурге, семья графа Листомирова. Трое детей, восьмилетняя Верочка и её младшие сестра Зизи и брат Паф, мечтают пойти в цирк, что было им обещано за хорошее поведение. Верочка берёт у родителей афишку и читает вслух список выступающих, причём всех детей особенно заинтересовал именно «гуттаперчевый мальчик», и они теряются в догадках, что он будет показывать. Наконец, несмотря на метель, детей везут в цирк. Они смотрят первое отделение, а после перерыва на арену выходит Беккер с длинным шестом, который он держит вертикально на поясе. На шест забирается Петя и показывает гимнастические трюки. Во время последнего из них он срывается и падает на пол. Его уносят, зрители покидают цирк. У Верочки начинается истерика, однако её и других детей удаётся уложить спать. Петя же, обвязанный бинтами, лежит на тюфяке в коридоре цирка, и только ушедший в запой Эдвардс иногда подходит к нему. Петя умирает, и больше в афише не появляется номер с «гуттаперчевым мальчиком».

## Отзывы
По мнению Лидии Лотман, «несмотря на свою филантропическую тенденцию, повесть явилась правдивым и реальным очерком жизни бедного ребёнка в условиях капиталистического города».
Анна Журавлёва отмечает, что Григорович намеренно не ввёл в сюжет повести знакомство Пети и Верочки («не то что познакомиться по всей форме, но хоть переглянуться, запомнить друг дружку до того, как Верочка увидит Петю на манеже») при том, что такой ход «кажется прямо-таки неизбежным, почти естественным»: по мнению литературоведа, Григорович «избегая того, что может быть правдой, <…> твёрдо держится того, что не может правдой не быть. Никаких совпадений, никаких случайностей — самых правдоподобных». Таким образом, Верочка в рассказе — это «просто та, чья судьба по социальной шкале дальше всех отстоит от судьбы Гуттаперчевого мальчика и особенно резко с ней контрастирует». В свою очередь, Ольга Бухина говорит о том, что хотя повесть «оканчивается смертью Пети, маленького гимнаста, обречённого на гибель с рождения», «в любой детской книжке, в которой встречается осиротевший ребёнок, находится и тот (та), кто хочет ему помочь». В данном случае речь идёт о Верочке, которая, «ничего, конечно, не может сделать для маленького циркача. Зло уже совершилось, его не предотвратить, не обернуть вспять. Но в людях глубоко заложено желание помочь беспомощному существу, и в детской литературе, к счастью, желание помочь „засчитывается“ наравне с самой помощью».

## Экранизации
Повесть дважды экранизирована. Первая экранизация — российский немой фильм 1915 года «Гуттаперчевый мальчик» режиссёра Владимира Касьянова, в главной роли А. Иванин.
В 1957 году Владимир Герасимов снял цветной художественный фильм по повести, также под названием «Гуттаперчевый мальчик».